# 尤利卡谷站

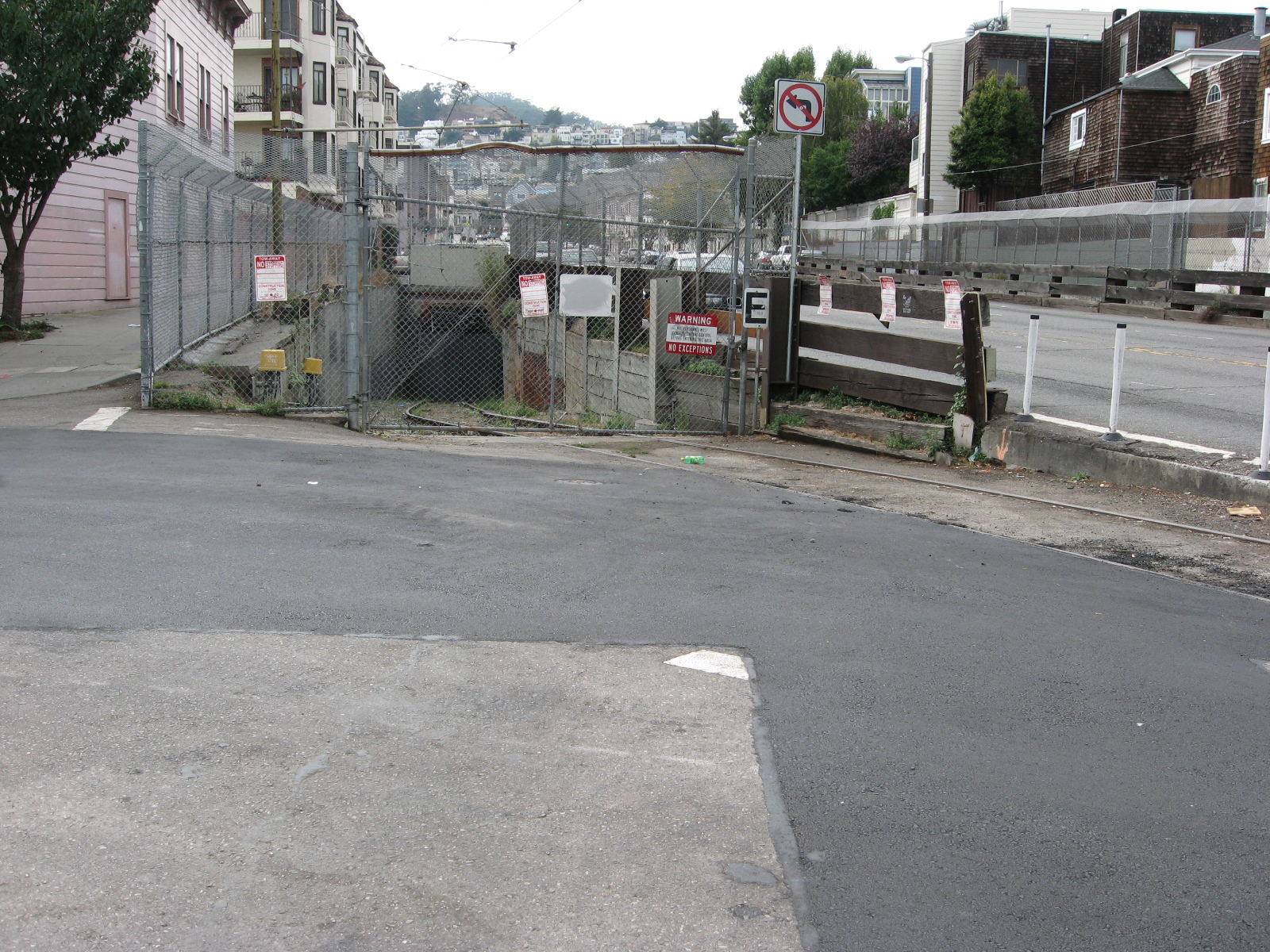
目前雙峰隧道的東端隧道口，鄰近已廢棄的尤利卡站；此隧道口目前也廢棄不用。

37°45′41.97″N 122°26′17.3″W / 37.7616583°N 122.438139°W
尤利卡谷站（英語：Eureka Valley Station），是一座位在美國加州舊金山地下化電車車站，使用年份自1918年至1972年。其位在雙峰隧道內，極靠近隧道東端，附近為尤利卡谷 (舊金山)近鄰社區。最初設置目的是希望能做為日落隧道的轉乘站，當時日落隧道的東隧道口計畫設在市場街與尤利卡街的街角。
之後為了建造舊金山輕軌，此站在1972年永久關閉，以在其月台上方建造通過雙峰隧道的列車行駛斜坡；在鄰近不遠處新設了卡斯楚街站也是關閉此站的原因。關閉後的尤利卡站並未被拆除，仍可在進入雙峰隧道的輕軌列車上看到站體遺址。目前其用作緊急逃生出口，地面層門口位在市場街上（見圖）。

## 外部連結
- （英文）1913 plans for Eureka Station （页面存档备份，存于）